# 陈河镇 (周至县)
陈河镇，是中华人民共和国陕西省西安市周至縣下辖的一个乡镇级行政单位。

## 行政区划
陈河镇下辖以下地区：
黑虎村、孙六村、六合村、大湖村、新兴村、中心村、陈河村、金井村、三兴村、共兴村、三合村和渭新村。